# Carel Kneulman
Carel Kneulman (Amsterdam, 15 december 1915 - Darp, 15 januari 2008) was een Nederlands beeldhouwer, tekenaar, graficus, dichter, zanger en docent. Hij wordt beschouwd als een experimenteel beeldhouwer maar is vooral bekend geworden als de maker van Het Lieverdje (1959) op het Spui in Amsterdam.

## Leven en werk
Kneulman was klasgenoot van Cor Hund aan de Rijksakademie voor Beeldende Kunsten in Amsterdam, waar hij les had van Jan Bronner. Hij was ook zanger en volgde lessen aan het conservatorium. Hij had een zogenaamde basso profondo, een diepe bas. Later werd Kneulman docent aan de Gerrit Rietveld Academie in Amsterdam.
Hij voelde zich verwant met de Cobra-groep en richtte samen met Wessel Couzijn, Hans Verhulst, Ben Guntenaar en Shinkichi Tajiri in 1959 de Groep Amsterdam op. Van Kneulman wordt gezegd dat hij zocht naar een balans tussen de figuratieve kunst en de abstracte kunst. Hij kon, zoals hij zelf zei, 'niet kiezen tussen het figuratieve en het abstracte'.

## Werken (selectie)
- Medaillon van Daan Goedkoop op de Naald van Goedkoop, Amsterdam-Noord (1944)
- Kind (1950) Kunstmuseum Den Haag, Den Haag
- Thalia (1955), gevelsculptuur voor bioscoop Thalia, Rotterdam
- Jacob en de Engel (kleine versie, 1956), Beeldenpark Kunstmuseum Den Haag
- Jacob en de Engel, boven oude ingang hoofdbureau van politie, Den Haag
- bronzen sculptuur aan gevel voormalig postkantoor (1959), Heemstede
- Het Lieverdje (1959), Spui, Amsterdam
- 14 kruiswegstaties (1963), Museum Catharijneconvent, Utrecht
- Zonnehoofd (1963) voor Hoogvliet, verhuisde naar Kleinpolderpleinpark en sinds 2019 te vinden op het Emmaplein, Amsterdam
- monument Wind en Water (1964), Veere
- kruisbeeld (1965) in de Domkerk, Utrecht
- La Jeunesse (1965), Claudius Civilislaan, Vlaardingen
- Agressie (1971), beeldenroute technische universiteit, Eindhoven
- Job (1971), stadspark, Kampen
- Monument voor het kunstenaarsverzet 1940-1945 (1973), Plantage Westermanlaan, Amsterdam
- Love sphinx (1974), Eendrachtspark, Amsterdam
- Lazarus leert opnieuw lopen (1981), Den Haag
- Man-Vrouw (1988), Christelijk Lyceum, Zeist

## Fotogalerij

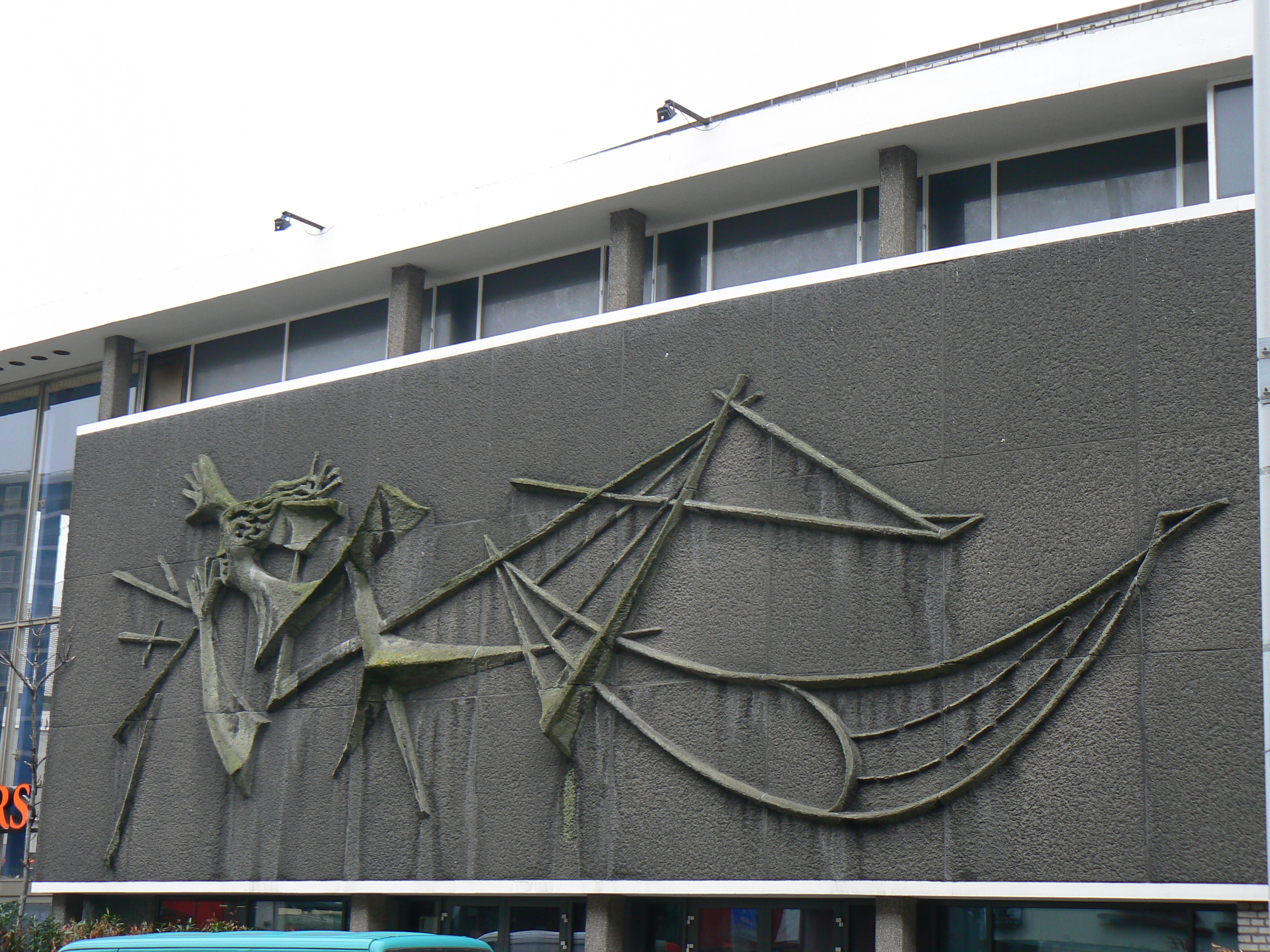
Thalia (1955), Rotterdam
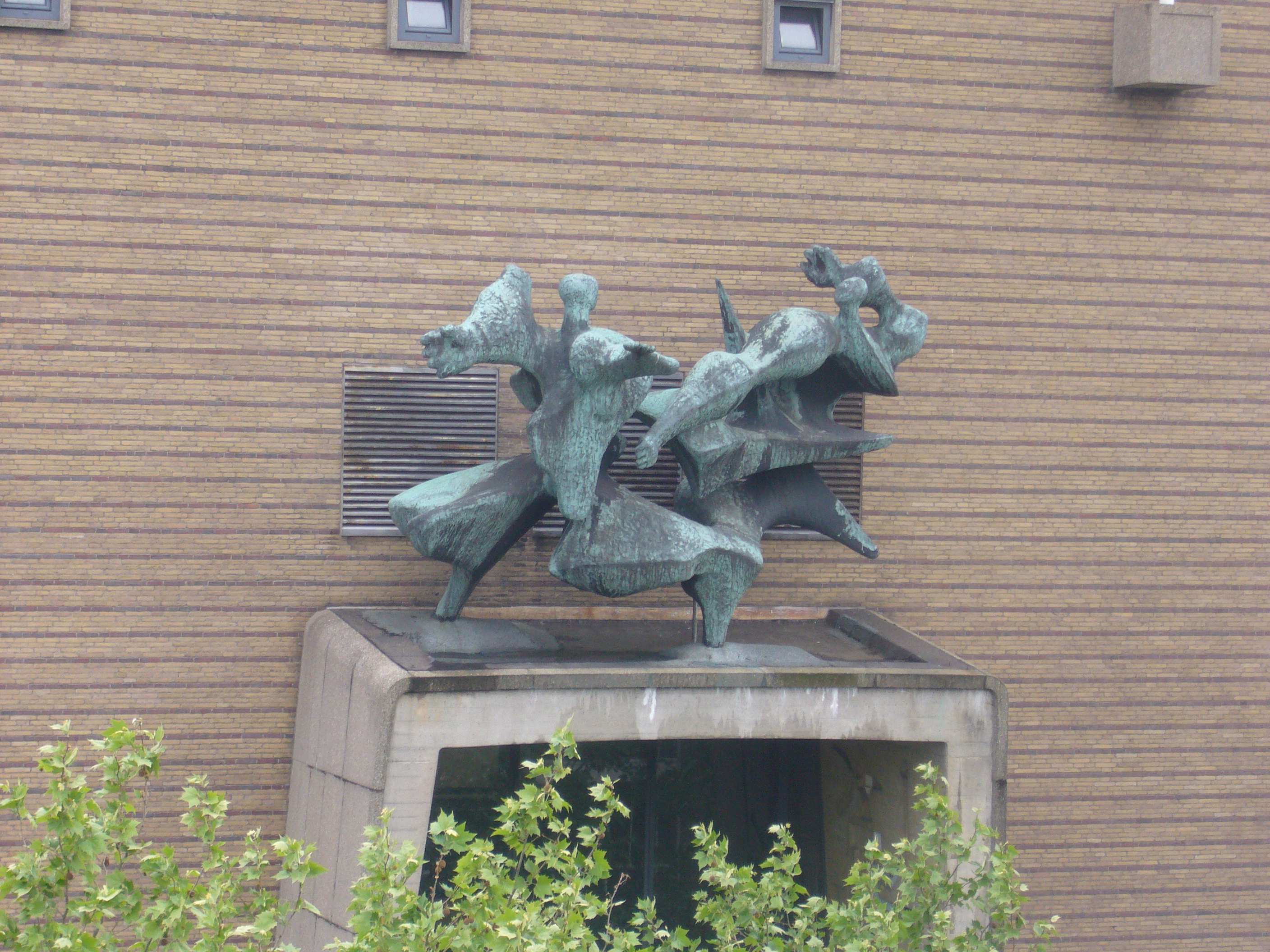
Jacob en de Engel (1956), Politiebureau Den Haag
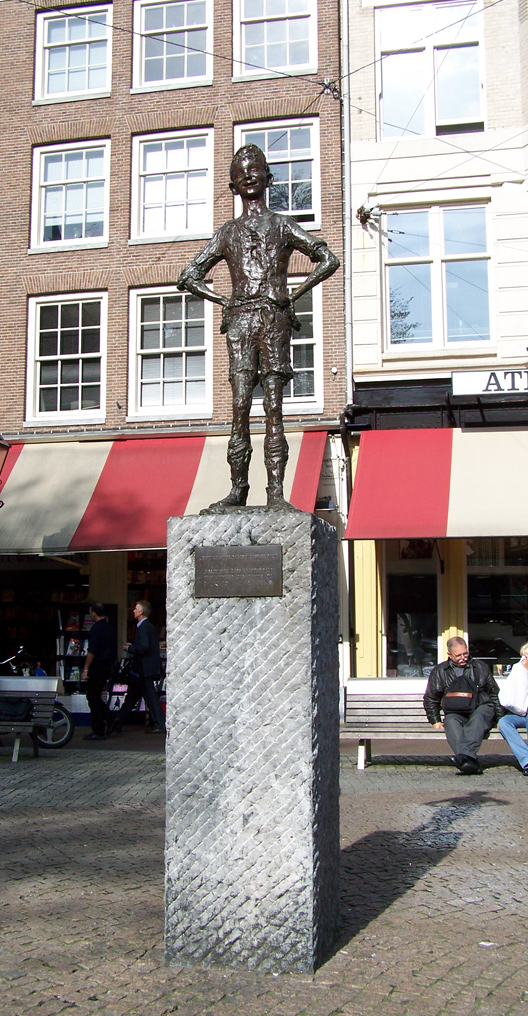
Het Lieverdje (1959), Amsterdam
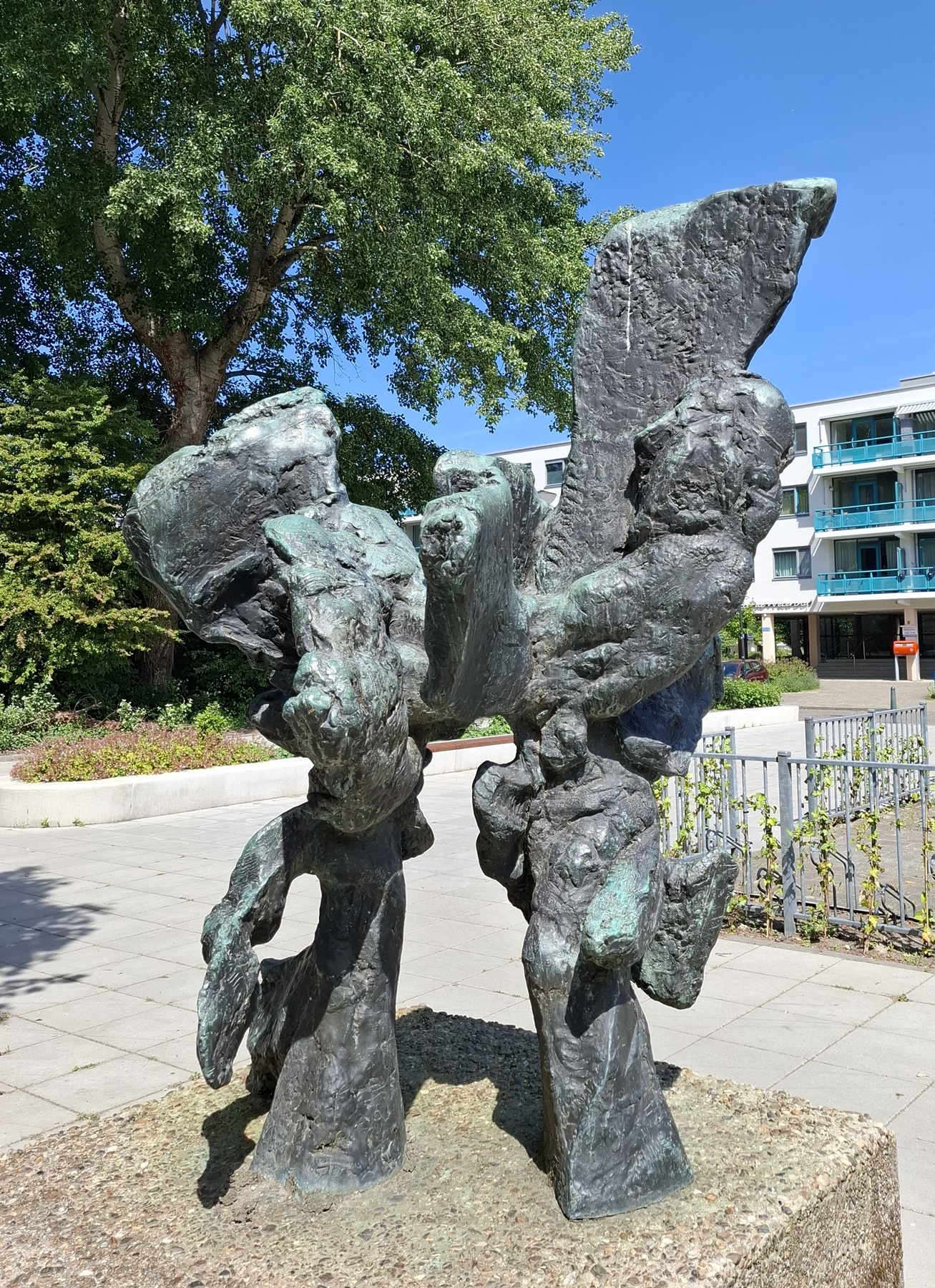
La Jeunesse (1965), Vlaardingen
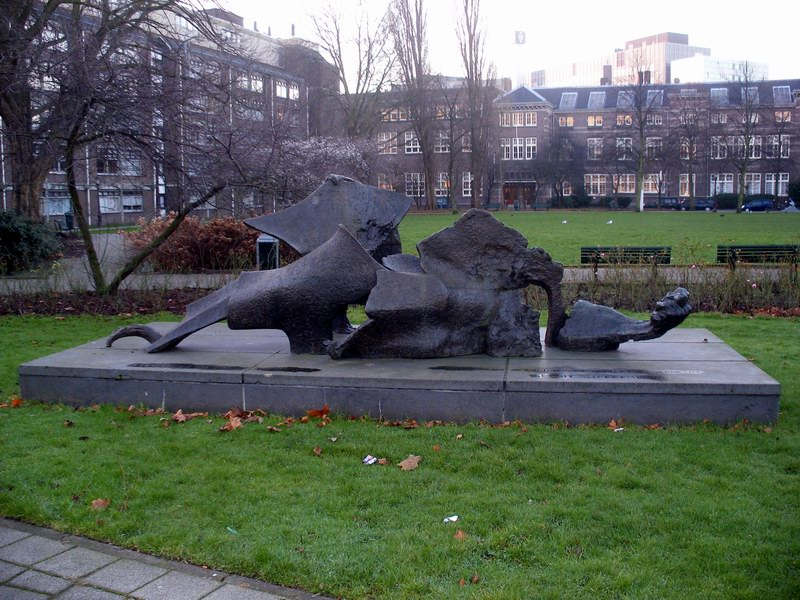
Monument voor het Kunstenaarsverzet (1973), Amsterdam
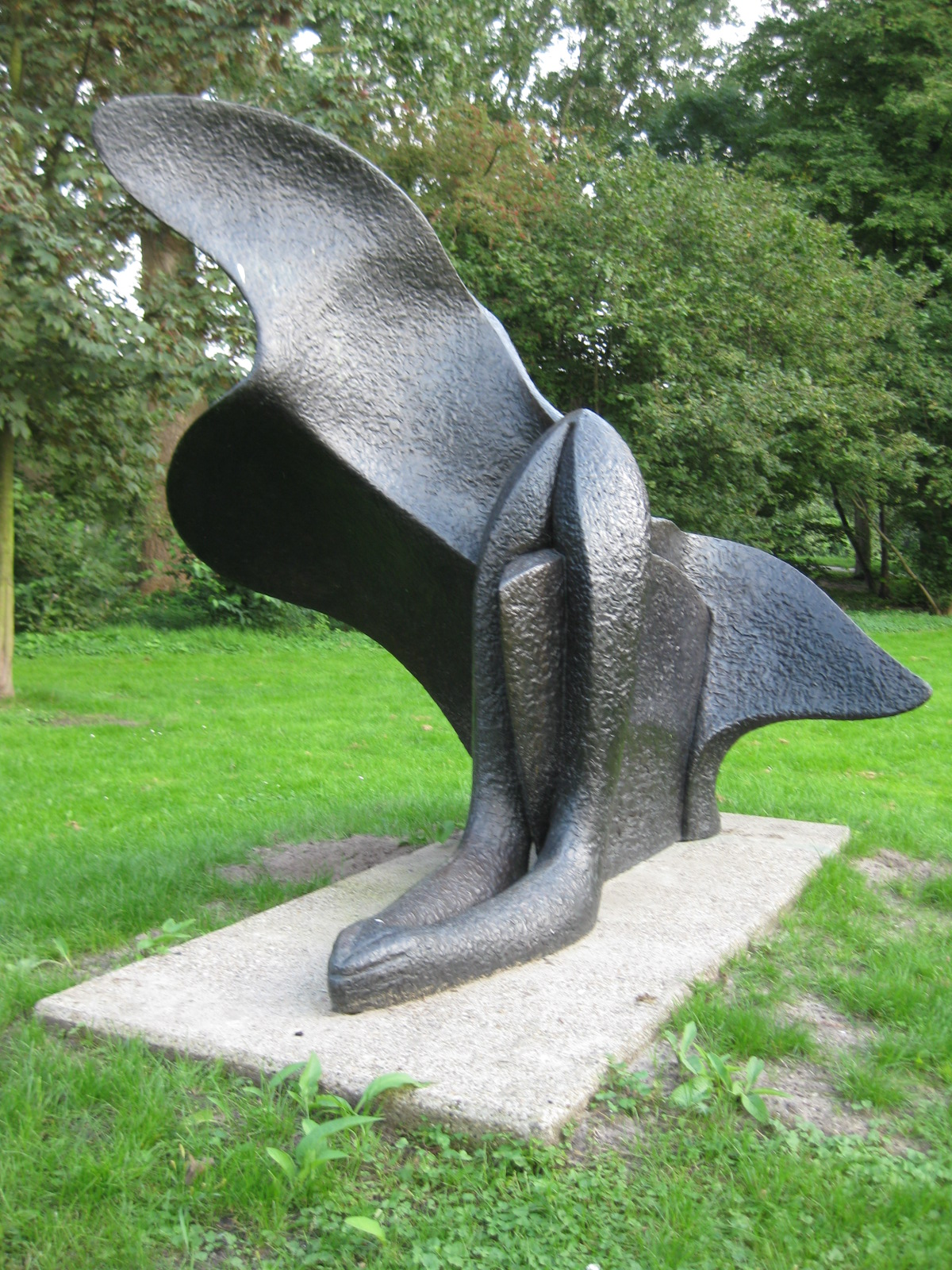
Love Sfinx (1974) Amsterdam